# Qu Ding

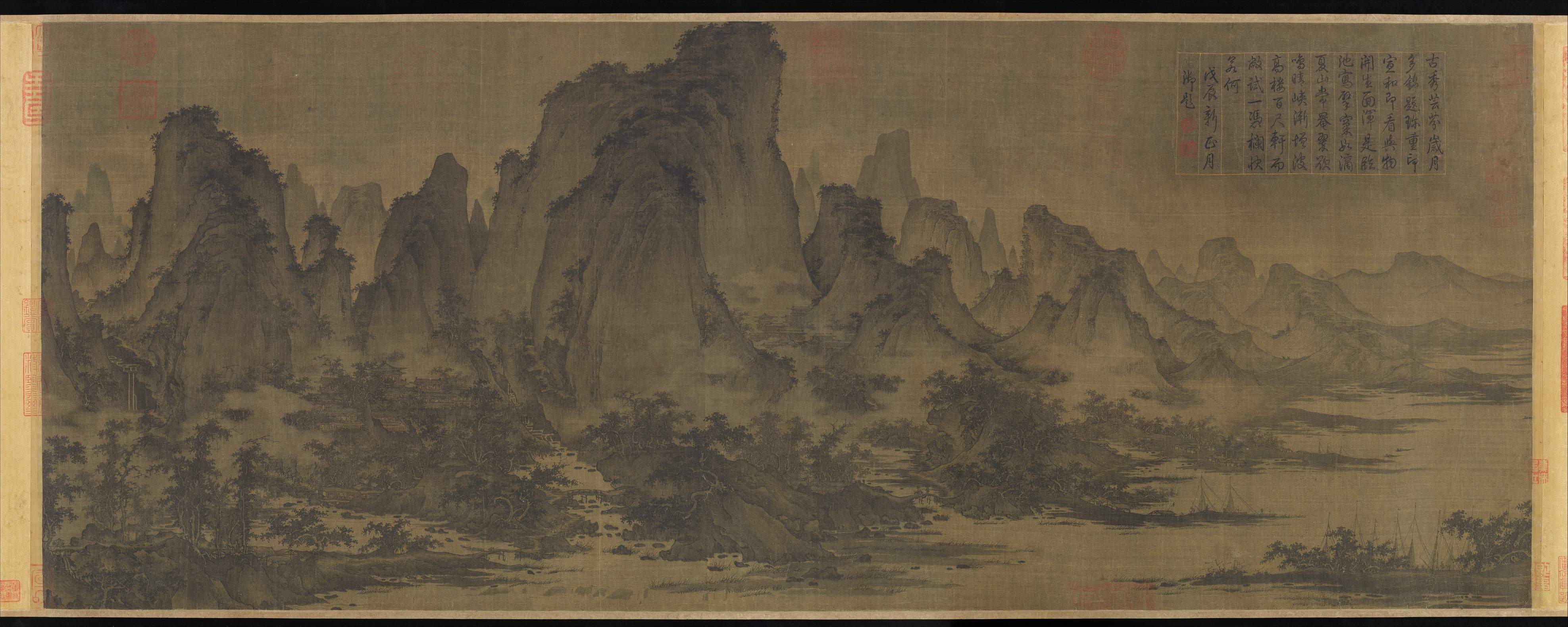
Zomerbergen,
handrol met gewassen inkt en kleur op zijde, collectie Metropolitan Museum of Art

Qu Ding (屈鼎; ca. 1023–ca. 1056) was een Chinees kunstschilder uit de Song-periode. Hij was een leerling van Yan Wengui (967–1044), destijds een van de belangrijkste vertegenwoordigers van de noordelijke landschapsstijl.
De handrol Zomerbergen is voor zover bekend het enige bekende werk van Qu dat bewaard is gebleven. Het shan shui-landschap toont een panoramisch uitzicht op bergen langs een brede rivier. Op het werk is het zegel van keizer Song Huizong aangebracht, een belangrijke beschermheer van de Chinese schilderkunst. Mogelijk was Qu een hofschilder aan het keizerlijk hof.